# Heart of Steel (canção dos Tvorchi)
"Heart of Steel" é uma canção da dupla eletrónica ucraniana Tvorchi. A canção representou a Ucrânia no Festival Eurovisão da Canção 2023 após vencer o Vidbir 2023.

## Produção
Andrii Hutsuliak, membro dos Tvorchi, começou a escrever «Heart of Steel» em 2022, durante o cerco de Mariupol. Depois de assistir a vídeos do exército ucraniano a defender a central de Azovstal, ele inspirou-se para escrever uma música baseada na determinação de não desistir.

## Festival Eurovisão da Canção
Como país vencedor do concurso de 2022, a Ucrânia qualificou-se automaticamente para a final. Os Tvorchi actuaram na posição 19.ª e ficou em 6.º lugar, com 243 pontos.